# Serie 1 (DBU Fyn)
 For alternative betydninger, se Serie 1. (Se også artikler, som begynder med Serie 1)
Serie 1 (FBU) er den sjettebedste fodboldrække (en blandt flere) i Danmarksturneringen.
Det er derimod den næstbedste fodboldrække for herrer administreret af lokalunionen Fyns Boldspil-Union (FBU). Serien består af i alt 24-28 hold, opdelt i 2 puljer med 12-14 hold i hver. Der spilles både efterår og forår en enkeltturnering med op- og nedrykning. Det bedst placerede oprykningsberettigede hold i hver pulje rykker op i Fynsserien (fodbold). Det næstbedst placerede oprykningsberettigede hold i hver pulje spiller om at rykke op i Fynsserien (fodbold). De tre lavest placerede hold i hver pulje rykker ned i serie 2.
| Fodbold | Spire Denne artikel om en fodboldturnering er en spire som bør udbygges. Du er velkommen til at hjælpe Wikipedia ved at udvide den. |